# Le Veilleur de nuit (film, 1938)
Pour les articles homonymes, voir Le Veilleur de nuit.
Pour plus de détails, voir Fiche technique et Distribution.
Le Veilleur de nuit (The Night Watchman) est un court métrage d'animation de la série américaine Merrie Melodies réalisé par Chuck Jones, produit par les Leon Schlesinger Productions et sorti en 1938. C'est le premier cartoon réalisé par Chuck Jones.